# Jean-Paul Rappeneau
Jean-Paul Rappeneau (Auxerre (Francia), 8 de abril de 1932) es un director de cine y guionista francés.

## Biografía
Rappeneau inició su carrera cinematográfica como asistente y guionista en las películas de Louis Malle Zazie dans le métro (1960) y Vie privée (1961). En 1964, coescribió L'Homme de Rio, protagonizada por Jean-Paul Belmondo.
La primera película que escribió y dirigió fue La vie de château en 1966. Aunque este filme fue un éxito popular así como de crítica, Rappeneau no dirigió otro filme hasta 1971, cuando realizó Les Mariés de l'an II, protagonizada por Belmondo y Marlène Jobert.
En 1975 dirigió y escribió Le Sauvage, protagonizado por Yves Montand, y en 1981 Tout feu, tout flamme, actuado por Montand e Isabelle Adjani.
En 1990, Rappeneau dirigió Cyrano de Bergerac, una adaptación de la obra teatral del mismo nombre de Edmond Rostand. Estuvo interpretada por Gérard Depardieu y fue una de las películas francesas más costosas hasta el momento. En 2003, Rappeneau realizó la comedia Bon voyage con Depardieu y Isabelle Adjani.

## Filmografía

### Como director
- Bon voyage (2003)
- Le Hussard sur le Toit (1995)
- Cyrano de Bergerac (1990)
- Tout feu, tout flamme (1982)
- Le Sauvage (1975)
- Les Mariés de l'an II (1971)
- La vie de château (1966)
- Chronique provinciale (1958, cortometraje)

### Como guionista
- Bon voyage (2003)
- Le Hussard sur le Toit (1995)
- Cyrano de Bergerac (1990)
- Tout feu, tout flamme (1982)
- Le Sauvage (1975)
- Le Magnifique (1973)
- Les Mariés de l'an II (1971)
- La vie de château (1966)
- Les Survivants (1965, serie de TV)
- La Fabuleuse Aventure de Marco Polo (1965)
- L'Homme de Rio (1964)
- Le Combat dans l'île (1962)
- Zazie dans le métro (1960)
- Signé Arsène Lupin (1959)

## Premios y distinciones
Premios Óscar
| Año  | Categoría                                       | Película           | Resultado |
| ---- | ----------------------------------------------- | ------------------ | --------- |
| 1965 | Mejor argumento y guion original                | El hombre del río  | Nominado  |
| 1991 | Mejor película extranjera (de habla no inglesa) | Cyrano de Bergerac | Nominado  |